# Schleiersbach
Der Schleiersbach ist ein etwa 2 Kilometer langer Mittelgebirgsbach im Odenwald und ein linker und nördlicher Zufluss des Crumbachs im hessischen Odenwaldkreis.

## Geographie

### Verlauf
Der Schleiersbach entspringt im Odenwald nördlich von Fränkisch-Crumbach und mündet in der Ortslage Fränkisch-Crumbach in den Crumbach.

### Flusssystem Gersprenz
- Fließgewässer im Flusssystem Gersprenz